# Kuru (India)
Esta página informa sobre el antiguo reino de Kuru, en la India.
Kuru era el nombre de un pueblo indoario y de un reino perteneciente a la civilización védica de la India.

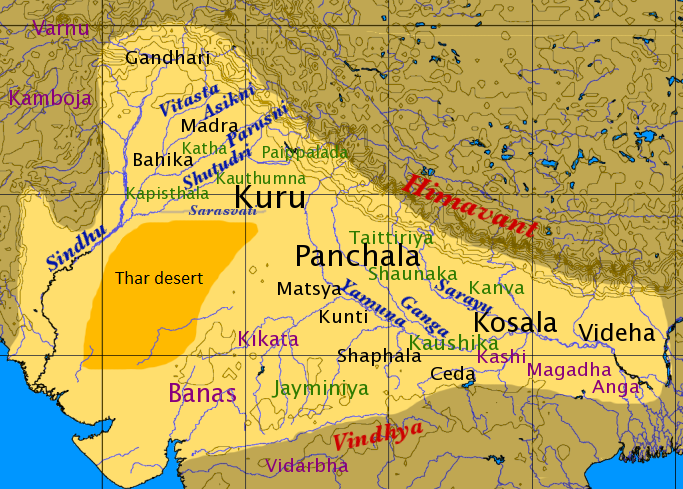
Ubicación del reino de Kuru durante la Edad de hierro en la India.

Su reino estuvo situado en el área de Haryana (véase Kuruksetra). Formaron el primer centro político de los indo-arios durante el período védico, y después de su aparición en la región Panyab, y fue allí donde comenzó la codificación y la redacción de los textos védicos.
Arqueológicamente, corresponden probablemente a la cultura de la cerámica negra y roja (cultura arqueológica temprana, de muy baja tecnología, durante la Edad de hierro en el subcontinente indio) entre los siglos XII a IX a. C. En este tiempo, el mineral de hierro aparece primero en la India occidental, sin embargo todavía no es mencionado en los himnos del Rig-veda (siglo XV a. C.), y hace su primera aparición con el nombre de ‘negro metal’ (śiāma aias) en el Átharva-veda (texto sagrado del hinduismo, y también uno de los cuatro Vedas).
El Átharva-veda se refiere a Paríksit como el rey de los kurus. Su hijo YanamEyaiá aparece en el Shatápatha-bráhmana (uno de los textos de la prosa que describen el ritual védico), así como en el Aitareia-bráhmana. Con mucha frecuencia en la literatura védica, el reino de Kuru es mencionado junto a los panchalas (cuyo reino estaba ubicado entre la cuenca de los ríos Ganges y Iamuna).

## Ubicación geográfica
En los tiempos épicos (últimos siglos de antes de la era común), la región ubicada entre el triángulo de Thaneshwar, Hissar y Jastinápur fue conocida por tres nombres diversos:
- Kuru Yangala (igual a Rohtak, Hansi, Hissar).
- Kuru Rashtra (entre los ríos Ganges y Yamuna, con capital en Jastinápura y
- Kuru Ksetra (que abarcaba las actuales ciudades de Thanesar, Kaithal y Karnal).

El reino entero correspondería a la actual región de Kuruksetra, a Delhi y a la mayor parte del curso superior del río Ganges.
Los ríos Aruná, Ashumati, Hiranvati, Apaia, Kausiki, Sárasuati y Drishadvati o Rakshi dieron vida a las tierras de los kurus.

## El reino de Kuru en los tiempos de Buda
En el libro Anguttara nikaia (colección de los discursos de Buda y de sus principales discípulos), el reino de Kuru se ubica en la lista de los dieciséis grandes reinos, los Maja Yanapadas. Al inicio del budismo, el reino de Kuru tenía poca extensión. Las legendarias historias budistas (en el Yataka) atestigua que la capital de los kurus era (en sánscrito) Indraprastha (en palí Indapatta), muy cerca de la actual ciudad de Delhi.
La otra ciudad más importante en el reino era Hatthinipura (en sánscrito Hastinapura). El rey Dhanañyaia es señalado como «príncipe de la raza de Iudhishthira» (que en el poema épico hinduista Majábharata, era el hijo mayor del rey Pandu y la reina Kunti, rey de Jastinápur y de Indraprastha, y «emperador del mundo»), pero este Dhanañayaia era simplemente un cónsul del rey.
Según los textos budistas, durante el tiempo de Buda (siglo V a. C.), Ratthapala, descendiente de los kurus, abrazó el budismo.
Según el canon pali, Buda enseñó discursos importantes y profundos en el reino de los kurus, tales como
el Mahāsatipaṭṭhāna-sutta (gran discurso sobre la base del estar atento),
el Mahānidāna-sutta (gran discurso sobre la causalidad),
el Āneñjasappāya-sutta (la manera de ser imperturbable),
el Māgaṇḍiya-sutta,
el Raṭṭhapāla-sutta,
el Sammasa-sutta y
el Dutiya-ariyāvāsa-sutta.
Durante el período budista, el reino de los kurus no ocupó la misma posición que tuvo durante el período vedico, pero continuó gozando de su reputación. Los kurus mantenían relaciones con otros pueblos como iádavas, los bhoyas y los panchalas.
Su forma de gobierno era monárquica. Se cree que en el siglo V a. C. cambió a la forma republicana de gobierno. Durante el siglo IV a. C., el Artha-shastra de Kautilya también lo atestigua en la constitución de raja shabda upajivin (‘cónsul del rey’).
El reino de los kurus es mencionado por Pánini (en el Astadhiai 4.1.168-75) como uno de los quince chatrías yanapadas de gran poder durante la época, con Jastinápura como su capital. Pánini se refiere a la manera de vida de los cabezas de familia en contraste con la manera ascética que obtiene entre los kurus.

## Kuru dharma
En la literatura védica y puránica, con frecuencia a los kurus se los relaciona con los panchalas. Los kurus eran seguidores de la manera de vida brahmánica, y es posible que en el periodo temprano de este reino se hayan codificado los Vedas y se hayan establecido las escuelas importantes de transmisión de los Vedas (de memoria, ya que no existían los libros).
Los kurus enfatizaban la pureza de la vida familiar y el cultivo de las relaciones y las virtudes domésticas apropiadas, una manera de vida y filosofía que se reflejan en la doctrina básica del Bhagavad-guitá (texto expuesto dentro del texto épico Majábharata). En la tierra de los kurus-panchalas, el discurso habla sobre tener su hogar particular.
El modo del sacrificio de vida entre los kurus-panchalas se proclamaba por ser el mejor. Dicen que los reyes de kurus-panchala habían tenido más éxito porque realizaban sacrificios a los dioses (como el sacrificio rayasuia. Hay referencias numerosas a los bráhmanas del país de kurus-panchala.

## Sobre sus orígenes

### Conexión Kuru-Purú-Bharata
Las tradiciones épicas revelan que los reyes de Kuru pertenecieron a la familia de Purú-Bharata.
La conexión de Kuru-Purú es sugerida por el Rig-veda (10, 33, 4) que atestiguan a los kuru-sravana como descendientes del famoso rey de Purú Trasadasiu (4.38.1, 7.19.3).
En el Rig-veda 3.23, el Shatápatha-bráhmana 13.5.4, el Aitareia bráhmana 8.23 y el Majábharata 7.66.8 se establece una conexión entre los bharatas con Kuruksetra. Los purús, los bharatas y varios otros clanes de menor importancia se juntaron más adelante en el reino de Kuru, que tuvo gran alcance y se amplió al este de Panyab.
El Majábharata se refiere a los reyes Purú Ravas Aila, Aiu, Yaati Nahushia, Purú-Bharata Dauhshanti Saudyumni, Ayamidha, Riksha, Samavarana, Kuru, Uchaij Sravas Kaupayeya, Sutvana de Prati, Bajlika Pratipeia, Santanu y Dhritarashtra en la línea ancestral de Parikshit, el nieto del pándava Áryuna.

### Especulaciones acerca del origen de los kurus
El Majábharata y los Puranas atestiguan a los kurus como la rama más importante de los descendientes de Ailas es decir de rey Purúravas Aila.
Señalan a los príncipes del linaje de Aila también con el nombre de Kardameias. Esta designación conecta a los Ailas con el río Kardama, situado en Persia (según el Artha shastra, p 76, n.5). Por lo tanto el hogar de los Karddameyas o de los príncipes de Aila (kurus) se identifica a menudo con Bahlika o Balkh (Bactriana) en Irán y no con la India (Los estudios en las antigüedades, 234).
Purú-ravas Aila, primer rey en la línea de los antepasados de los kurus, se menciona en las historias de Rāmāyana como el hijo de un rey, que llega muchos años atrás, de Bahli (Balkh) en Asia central a la India central (Ramaiana, VII, 103.21-22).
El Matsia-purana (12.14ff) menciona distintamente el varsa de Ilavrita cerca de la montaña Meru (Pamir) como el reino del padre de Purú-Rava Aila.
Raychaudhury localiza el varsa de Illa-vrita en Asia central. Mahabharata localiza el lugar del nacimiento de rey Purú-ravas Aila en una colina cerca de la fuente de un río llamado Ganga (3.90.22-25).
A este antiguo Ganga se hace referencia en los antiguos textos sánscritos como el Raghu-vamsa, donde se le sitúa en las cercanías de los Kamboyas de Pamir/Badahšan. Este río y el río Sita (Yarkanda) serán los que se originan en Anavtapat Sarovar (en Pamir o en Karakórum, en alguna parte).
Papancha Sudanai también comenta que los kurus eran colonos de la región Himalaya conocida como Uttarakuru.
Los kurus son asociados a los majá-vrishas (véase: Vedic index, II, 279n) y a los bahlikas según el Majábharata (2.63.2-7).
Esta asociación de los kurus, los maja-vrishas y los bahlikas, de gran alcance, confirma el origen norteño de los kurus. El texto de Shatápatha-bráhmana también atestigua la existencia de un bahlika llamado rey Pratipiya que es señalado como koravya (es decir del linaje de Kuru).
También sabemos que Bajlika Pratipía es un rey épico muy importante de los kurus. Él era del linaje de Purú-rava Aila y por lo tanto de la línea de los kurus de Kuruksetra.
La palabra Bahlika en el nombre del rey Bajlika Pratipiya de Kuru es su designación y puntos personales (Bahlika o Bactria) al origen norteño de los kurus en el país, de acuerdo con antiguas convenciones de nombramiento.
En los días del Majábharata y del Aitareia-bráhmana (según un verso del Aitareia bráhmana 8.14), una tribu de los kurus, conocidos como los uttara kurus, vivían más allá de la región Himalaya.
También se debe observar que —en las tradiciones indias antiguas— los Himalayas se extendían desde el océano del este hasta el océano del oeste (ver el Kumara-sambhavam, de Kalidasa).
El Majábharata también menciona que los antepasados de los kauravas y de los pándavas emigraron originalmente de Uttarakuru.
Buddhaghosa también registra una tradición que indica que, cuando el rey Mandhata volvió al continente Yambu Duipa (la India, al sur de los Himalayas) de su viaje por los cuatro maja duipas (grandes continentes concéntricos, que rodeaban a la India), en su séquito había una gran cantidad de gente procedente de Uttarakuru. Esta gente se ubicó en Yambuduipa, y su provincia se conoció como Kuru Rashtra (o Kuru Rattha).
El comentario de Majjhima (vol. 1, pág. 184) también atestigua que la gente de Kuru Ratha había pertenecido originalmente al Uttara Kuru.
Varias referencias indicarían que los antepasados de los kurus habían emigrado a la India media desde Bahlika/Uttarakuru que era una región indicada por estar al norte de Himalaya (Hindu Kush).
Pero Przyluski también ha demostrado que Bahlika o Balkh era el hogar original de la gente de Madra conocida como Uttaramadras. Esto demuestra que Uttarakuru, el hogar original de los kurus, no estuvo situada exactamente en Bahlika, pero probablemente en una región próxima, al norte de Bahlika (en Asia central). Sabemos que en el lado este de Bahlika es decir en Uttaramadra, estuvo situada la rama de Parama-Kamboya (opinión Uttara-Kamboyas) de los kamboyas.
Así parece probablemente que los Uttarakurus como vecinos inmediatos al Uttaramadras/Bahlikas se situaron al nordeste de Uttaramadras y al norte de Parama-Kamboyas (Badakshan/Pamir).
A propósito, si se insiste que Bahlika es igual que Uttarakuru, uno puede asumir que los madras y los kurus en la antigüedad eran un solo clan.
Más adelante, el país de los kurus se convirtió en Kuru o el Dakshina Kuru (Majábharata 1.109-110).

### Opinión de los «Puranas» acerca del origen de los kurus
Los Puranas (textos del primer milenio a. C. y el I milenio d. C.) trazan el linaje de los purús, el clan que se relacionó con los kuru-panchalas, al rey Purúrava Aila, que era rey de Pratistana. (Esta región se ubica cerca del moderno Prayagraj y no se debe confundir con la ahora llamada Paithán).
Se indica que el rey Kuru era el hijo del rey Samvarna y su esposa Tapti. Él le dio su nombre a Kuru Ksetra (‘campo de Kuru’). En Kuru-ksetra, él había realizado tapasya (penitencias y austeridades). Los descendientes de Kuru se conocían como kurus o kauravas.
Esta opinión de los Puranas no se considera confiable debido a que contradice la evidencia más sólida presentada antes.

## Otros enlaces
- Uttarakuru